# Tjaru
Tjaru (egipčansko ṯꜣrw, koptsko Ⲥⲉⲗⲏ ali Ⲥⲗⲏ, Selē ali Slē, starogrško starogrško Σελη, Selē, latinsko Sile ali Sele) je bila staroegipčanska trdnjava na Horovi vojaški cesti, glavni cesti iz Egipta v Kanaan. Domneva se, da njene ruševine tvorijo Tel el-Habua pri Qantarahu.

## Zgodovina
V Tjaruju so častili mesenskega Hora v obliki leva, zato so ga zaradi teoloških povezav z Edfujem imenovali tudi Edfu Spodnjega Egipta.
Tjaru, obmejno mesto v negostoljubni puščavski regiji, je bil kraj za deportacijo zločincev. Horemheb je v svojem obsežnem odloku zagrozil, da bo uradnike za kazen za  različne zločine izgnal v Tjaru.

## Omembe v amarnskih pismih
Silu je dvakrat omenjen v enem od 382 Amarnskih pisem, napisanih v letih 1350-1335 pr. n. št. Pismo se nanaša na Turbazuja, domnevnega župana/vladarja Siluja, ki je bil "..ubit na mestnih vratih Siluja." Pri mestnih vratih sta bila ubita še dva druga župana. Turbazujeva smrt je bila omenjena tudi v pismu EA (el Amarna) 335.

## Enačenje Tjaruja s Tell Hebouo
Skozi celo 20. stoletje se je Tjaru enačil s Tel Abu-Seifo 4 km vzhodno od Qantaraha. Po izkopavanjih v poznem 20. in v začetku 21. stoletja trenutno velja, da je Tjaru najverjetneje Tell  Heboua v bližini Qantaraha.  Tell Heboua stoji na grebenu, ki mu daje strateško prednost.
Leta 1988 so se v Tell Heboui začela izkopavanja pod vodstvom Vrhovnega sveta za starine. Arheologi so prvič predlagali, da je bil Tell Heboua in ne Tel Abu-Seifa  trdnjava Tjaru iz faraonske dobe, zgrajena okoli leta 2000 pr. n. št. Domnevo so leta 2007 potrdili grobovi vojakov in konj in obzidje iz blatnih zidakov z  obrambnim jarkom. Leta 2008 so bila objavljena nadaljnja odkritja, vključno z reliefi faraonov Tutmoza II., Setija I. in Ramzesa II. Januarja 2015 so bila objavljena še odkritja, ki so dokončno potrdila, da gre za utrdbo Tjaru.

## Vir
- William L. Moran. The Amarna Letters. Johns Hopkins University Press, 1987, 1992. (softcover, ISBN 0-8018-6715-0)